# Espanha no Festival Eurovisão da Canção 2010
A Espanha confirmou a sua participaçãoa  24 de Novembro de 2009, realizando assim a sua 50º participação no Festival Eurovisão da Canção.

## Selecção Nacional
Em 2010, a Espanha utilizará uma selecção nacional aberta a todos os interessado, no entanto, a TVE afirmou que canções de "brincadeira" entre outras não seriam aceitas. Isto em resposta às criticas devidas a algumas participações do país na última década.
A votação ocorrerá até dia 5 de Fevereiro, e apenas as 10 mais votadas das mais de 300 em votação participarão no programa televisivo organizado pela RTVE para eleger o representante Espanhol para 2010. O actual TOP 10 de canções é o seguinte:
| Lugar | Artista              | Canção                  | Votos   |
| ----- | -------------------- | ----------------------- | ------- |
| 1     | Coral Segovia        | "En una vida"           | 185,770 |
| 2     | El pezón rojo        | "Y yo tan sexy"         | 183,252 |
| 3     | John Cobra           | "Carol"                 | 135,597 |
| 4     | Venus                | "Perfecta"              | 92,773  |
| 5     | Daniel Diges         | "Algo pequeñito"        | 91,868  |
| 6     | Lorena               | "Amor mágico"           | 91,438  |
| 7     | Samuel & Patricia    | "Recuérdame"            | 89,458  |
| 8     | José Galisteo        | "Beautiful Life"        | 84,809  |
| 9     | Ainhoa Cantalapiedra | "Volveré"               | 84,780  |
| 10    | Fran Dieli           | "Cuando se trata de ti" | 84,767  |